# 박수묵
박수묵(1941년 4월 19일 ~ 2025년 5월 15일)은 대한민국의 정치인이다. 제3대 부평구청장을 역임했다.

## 역대 선거 결과
|  | 46.00% |

|  | 33.55% |